# Alfred Vaillandet
Alfred Vaillandet, né le 12 janvier 1864 à Confracourt (Haute-Saône) et mort en novembre 1940, est un homme politique français.

## Biographie
Reçu au baccalauréat en 1881, il est nommé répétiteur. Il exerce à Chaumont lorsqu'il s'engage en politique, du côté des socialistes, et plus particulière du Parti ouvrier français de Jules Guesde. Son militantisme lui vaut d'ailleurs plusieurs déplacements autoritaires, qui le font passer de Chaumont à Paris, puis Beauvais, Versailles, Reims et Bourges, y compris après sa nomination comme professeur de classes élémentaires de lycée. C'est dans cette dernière ville qu'il entre dans la joute électorale. Élu maire de Bourges en 1900, il doit faire face à l'hostilité des partisans de Millerand, minoritaires dans son conseil municipal, mais aussi de l'administration.
Quelques mois après son élection, il est sous le coup d'une suspension de son mandat décidée par le préfet, au motif d'une incitation à l'indiscipline, Vaillandet ayant levé des sanctions prises contre des employés de l'octroi. Mais, surtout, on lui reproche d'avoir refusé de participer au défilé militaire du 14 juillet 1900 et, à la place, d'avoir organisé une manifestation antimilitariste où est chantée l'Internationale et crié « Vive la sociale ! À bas l'armée ! ».
Edouard Vaillant intervient alors en faveur de Vaillandet auprès de Waldeck-Rousseau, mais sans effet. En novembre 1901, le maire de Bourges est définitivement révoqué par le ministre de l'Intérieur. Un de ses proches, Joseph Lebrun, lui succède. La révocation ouvre cependant la voie à un nouveau déplacement d'office, en 1902, pour Gap, puis Avignon. De nouveau candidat, mais sans succès cette fois, aux élections municipales et cantonales de 1904, il est, l'année suivante, délégué au congrès du globe, où est fondée la SFIO.
Élu secrétaire de la nouvelle fédération socialiste unifiée du Vaucluse, il est muté à la rentrée de 1905 à Bordeaux, où il exerce jusqu'à sa retraite, en 1925. Conseiller municipal de Bordeaux en 1912, il n'est pas réélu en 1919. En 1914, il avait été candidat malheureux aux législatives. Après le congrès de Tours, il suit la majorité de la SFIO qui vote la transformation du parti en Parti communiste. En retraite à Vauconcourt, dans la Haute-Saône, il est plusieurs fois candidat sous l'étiquette communiste à diverses élections (cantonales, municipales, législatives), sans jamais être élu.
Il est le père de Pierre Vaillandet, député socialiste de Vaucluse.

## Sources
- Dictionnaire biographique du mouvement ouvrier, notice de Justinien Raymond et Claude Pennetier
- Vaillandet, maire de Bourges, par Roland Narboux (Encyclopédie de Bourges en ligne)